# Sid Meier’s Alien Crossfire
Sid Meier’s Alien Crossfire (с англ. — «„Под чужим перекрестным огнём“ Сида Мейера»; SMACX или SMAX) — дополнение к компьютерной игре Sid Meier’s Alpha Centauri от Firaxis Games. В дополнении присутствуют семь новых фракций (две из которых инопланетные, «чужие»), несколько новых технологий, единиц, построек и Секретных проектов (аналогов чудес света в Civilization).
Также был включён редактор фракций, позволяющий изменять существующие и создавать новые фракции.

## Главные изменения
Две новые чужие фракции Прародителей находятся в состоянии гражданской войны: на одной стороне, Узурпаторы, которые хотят использовать Многообразие Шесть (их имя для Планеты) в военных целях; на другой стороне, Смотрители, которые хотят чтобы Планету оставили в покое. Поводом для обеих фракций является катастрофа постигшая их предков. Древние Прародители построили шесть таких Многообразий, но как минимум одно достигло предела превосходства и уничтожило большую часть их цивилизации, включая их родной мир в системе Тау Кита. Обе фракции посылают на Многообразие Шесть разведывательные корабли. Но, при одновременном прибытии кораблей на орбиту Хирона, оба корабля друг друга уничтожают, и горстка выживших садятся на Планету в разных частях. При этом, выжившие потеряли почти все свои технологии. Но гражданская война продолжается, и обе фракции ждут дня когда они смогут позвать подкрепление и разбить противника.
У Прародителей есть дополнительная возможность победы. Если они построят десять Резонансовых коммуникаторов, то смогут позвать свой флот для захвата Планеты. При этом считается что все другие фракции будут уничтожены.
Изначально, чужие и люди не могут общаться. Для этого им нужно открыть определённую технологию (Психология Прародителей для людей, и Социальная психология для чужих). Также, чужие не участвуют в политике людей, то есть они не входят в Планетарный Совет. Фракции чужих не могут заключать перемирие между собой — они в постоянном состоянии войны. Люди могут безнаказанно использовать против инопланетян оружие массового поражения (и наоборот).

## Фракции
В дополнении к изначальным семи фракциям, дополнение включает в себя семь новых и одну скрытую фракции. Как и в оригинале, ровно семь фракций должно быть в любой игре.
Культ Планеты — фанатические поклонники Планеты. Их лидер — малолетний пророк Ча Дон, которого считают Голосом Планеты во плоти. Как и Падчерицы Гайи, культовики могут легко захватывать червей, но при этом стоимость поддержания солдат и зданий увеличивается на 10 %. Их главная база — Рассвет Планеты.
Человечество было слепым тысячи лет — несмотря на всю его историю, мы пришли туда, где чудеса в сто раз удивительнее чего-либо на Земле. Вокруг нас — прямое доказательство воли высшей силы. Я несу Зрение слепым глазам людей. Я несу Слово глухим ушам людей. Я их заставлю это увидеть. Я их заставлю это услышать.
-- Пророк Ча Дон, «Планета Возносится»
Кибернетическое сознание — раса киборгов, лидер которых — главная функция Аки Зета-5, рождённая Аки Люттинен в Норвегии. Киборги могут изучать технологии быстрее на 20 %, но, так как они считают биологическое размножение странным, то их рост уменьшается на 10 %. Также, при захвате вражеской базы, они крадут одну технологию у врага. Их главная база — Прима Альфа.
Тем кто к нам присоединится необязательно расставаться с более чем половиной своего человечества — нелогичной, сварливой и беспорядочной половиной, которую часто называют «правой половиной» функционирования. Взамен, возможности «левой половины» увеличены до немечтаемого потенциала. Тенденция Биологических держаться за свои индивидуальные личности может только быть приписана к архаичным эволюционным тенденциям.
-- Главная функция Аки Зета-5, «Конвергенция»
Ангелы данных — фракция хакеров, отделившаяся от всех других. Их лидер — датаджек Синдер Роуз из Тринидада. Их электронные шпионы лучше всех, но так как их правительство на грани анархии, то им труднее удерживать порядок среди населения. Их главная база — Децентрал Данных.
Что более важно, данные или джаз? Конечно, конечно, «Информация должна быть свободной» и всё такое — но любой может освободить информацию. Джаз — в том как Вы это делаете, с чем Вы это делаете, и в том чтобы быть почти пойманной без того чтобы быть пойманной. Данные — единицы и нули. Жизнь — джаз.
-- Техник данных Синдер Роуз, «Инфобибоп»
Свободные трутни — индустриальная, социалистическая фракция обещающая рай для рабочих. Их лидер — прораб Домай из Австралии. Все их труды затрачивают на 20 % мельше минералов. При этом, они продвигаются значительно медленнее в науке, из-за отсутствия «интеллектуалов» в обществе. Если трутни вражеской базы восстали против своего правительства, они скорее всего присоединятся к Свободным трутням. Их главная база — Центр Свободных Трутней.
Сейчас день и ночь оковы лязгают, и как бедные галлерные рабы
Мы трудимся и трудимся, и когда мы мрём, должны заполнить безчестные могилы.
Но в одну тёмную ночь, когда всё тихо в городке,
Я застрелю этих тиранов всех, я пристрелю порщика насмерть.
Я дам земле небольшой шок, запомните что я сказал.
И они ещё пожалеют что послали Джима Джонса в оковах в Ботани.
-- «Джим Джонс», Традиционное
Пираты Наутилуса — морская фракция. Их лидер — капитан Ульрик Свенсгаард (бывший астрогатор Единения) из США. Их первая база находится в воде (поэтому на картах без воды, игра вылетит). Их рост на 10 % меньше, но у них довольно мощные морские единицы. Пираты получают по единице минералов с единицы неосвоенной водной поверхности. Их главная база — Безопасный Приют.
Море… обширное и таинственное… и полное богатства! И нации Планеты посылают свою торговлю через него даже не думая. Ну, морю они безразличны, поэтому оно даёт им проплыть. Но мы можем немного помочь морю дать сухопутным крысам небольшой урок в смирении.
-- Капитан Ульрик Свенсгаард, «Рябь и Волна»
Смотрители Многообразия — раса Прародителей которые хотят защитить Шестое Многообразие (Хирон) и предотватить процесс превосходства. Их лидер — опекун Лулар Х’мини. Из-за их способности чувствовать всё вокруг, они получают 25 % к обороне солдат. У них также есть полная карта Хирона. Их главная база — Решение : Многообразие.
Расцвет Тау Кита: Ужасы, посетившие соседние системы, никогда не должны повториться. Поэтому: если это означает конец эволюции нашего вида, пусть будет так.
-- Смотритель Лулар Х’мини, «Жертва : Жизнь»
Узурпаторы Многообразия — раса Прародителей которые хотят использовать силу Шестого Многообразия форсируя процесс превосходства. Их лидер — завоеватель Джудаа Марр. Их солдаты получают высокий боевой дух, и их базы растут на 10 % быстрее. Их способность чувствовать всё вокруг даёт им +25 % к атаке. У них есть полная карта Хирона. Их главная база — Храбрость : Сомневаться.
Риски Расцвета: значительны. Но награды божественности: кто может измерить?
-- Узурпатор Джудаа Марр, «Храбрость : Сомневаться»
Firaxians — «секретная» фракция, их можно получить открыв файлы фракций по имени «sid» (чтобы Сид Мейер был лидером) или «brian» (лидер — Брайан Рейнолдс). Их главная база — Штаб FIRAXIS.
Firaxis — компания которую я основал с несколькими друзьями. Идея была в том чтобы вернуться к чему-то небольшому. Когда Microprose была создана, это была маленькая компания, и это было весело. За десять или двенадцать лет, она стала всё больше и больше, и в какое-то мгновение, настало время вернуться в меншее окружение, без давлений и финансовых проблем большой компании. Время было идеальным для создания маленькой компании которая больше занимается играми.
-- Сид Мэйер, «Но мне нравится эта трикотажная рубашка»